# Mérida, Venezuela
Mérida, egentligen Santiago de los Caballeros de Mérida, är en stad i delstaten Mérida i Venezuela. 

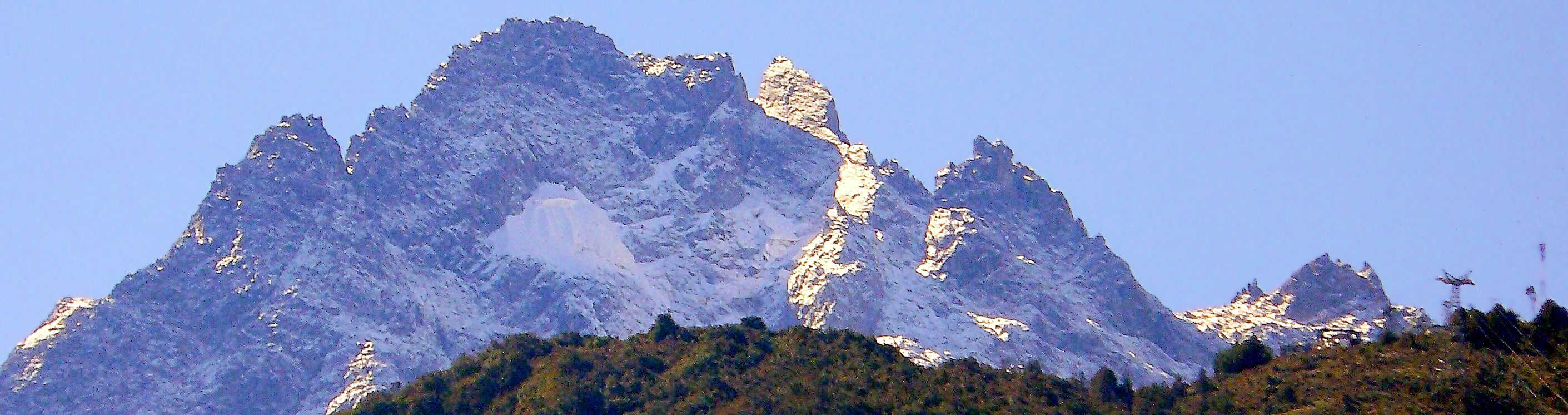

Staden ligger i Anderna och är en populär turistort. Vid Copa América 2007 i fotboll spelades matcher här.